# Phyllaemulor bracteatus
El nictibio rufo (en Perú y Venezuela) (Phyllaemulor bracteatus), también denominado biemparado rufo (en Colombia), puntepalo rojizo (en Ecuador), nictibio acanelado (en Venezuela) o urutaú menor, es una especie de ave nictibiforme de la familia Nyctibiidae, la única del género monotípico Phyllaemulor, anteriormente situada en el género Nyctibius. Es nativo de América del Sur, en la cuenca del Amazonas y parte del escudo guayanés.

## Distribución y hábitat
La especie es conocida en una pocas localidades dispersas en el este de Venezuela, sureste de Colombia, este de Ecuador, este de Perú, norte amazónico de Brasil, Guyana y Guayana Francesa. Registro reciente en el norte de Bolivia. Probablemente ocurra a través de toda la Amazonia de tierras bajas.
Esta especie es muy poco conocida y probablemente sea poco común en sus hábitats naturales: el sotobosque y el estrato medio de selvas húmedas de terra firme de baja altitud y crecimientos secundarios bien desarrollados, y también en campinaranas pantanosas de palmeras. Prefiere tanto suelos con contenido arenoso como de arcillas erosionadas en regiones de ríos de agua oscura, u otros suelos pobres en nutrientes. Registrado hasta los 550 m de altitud en el oeste de la Amazonia. Ocasionalmente puede ser visto encaramado hasta a un metro del suelo, pero generalmente más alto.

## Sistemática

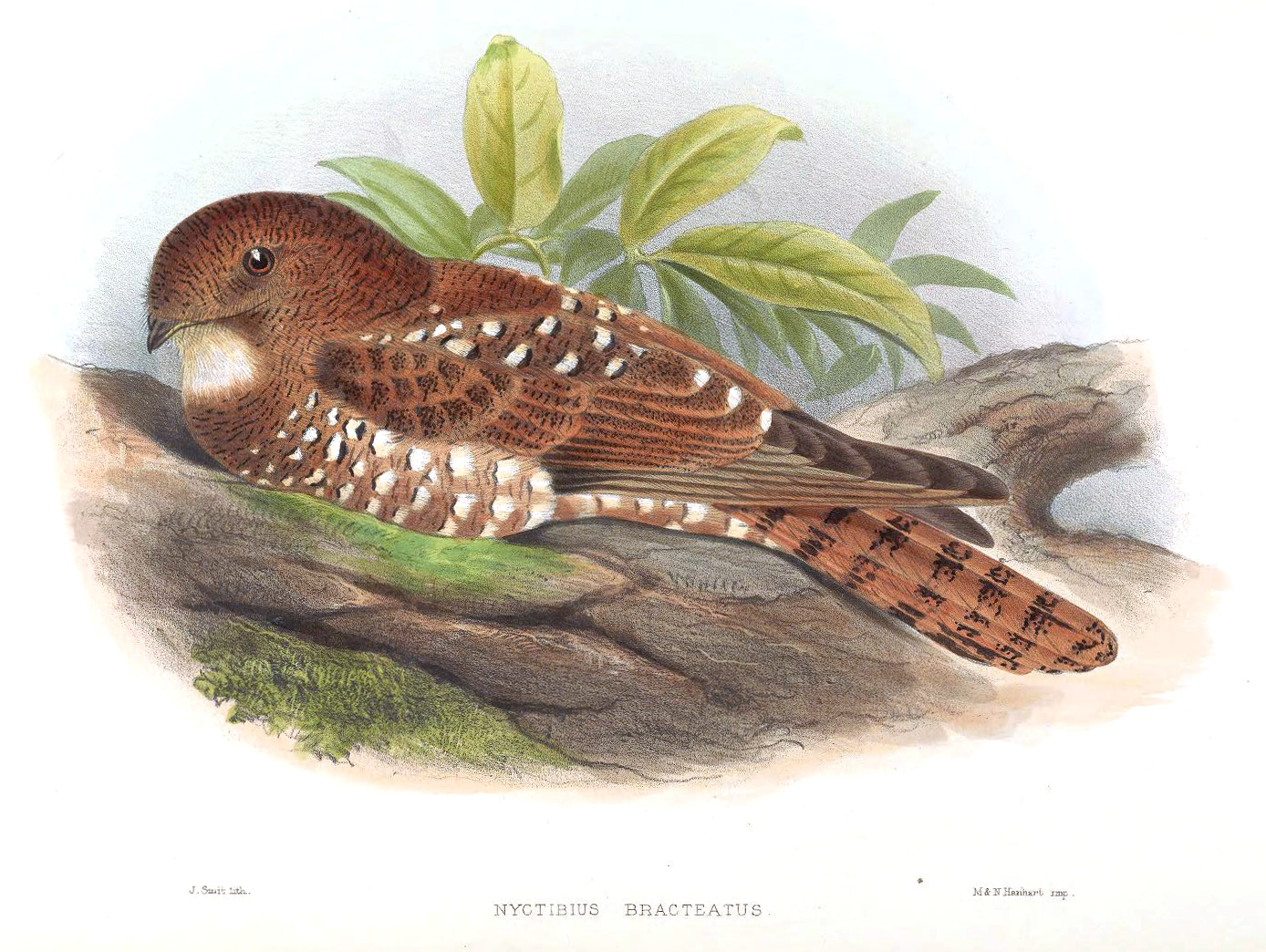
Nyctibius bracteatus, ilustración de Smit para Exotic ornithology: containing figures and descriptions of new or rare species of American birds, 1869

### Descripción original
La especie P. bracteatus fue descrita por primera vez por el naturalista británico John Gould en 1846 bajo el nombre científico Nyctibius bracteatus; su localidad tipo es: «Bogotá, Colombia».

### Etimología
El nombre genérico masculino «Phyllaemulor» se compone de las palabras del griego «phyllo» que significa ‘hoja’, ‘follaje’ y «aemulor» que significa ‘que se parece’, ‘que emula’, en referencia al bien desarrollado mimetismo de hoja de la especie; y el nombre de la especie «bracteatus», en latín significa ‘bañado a oro’.

### Taxonomía
Esta especie fue tradicionalmente incluida en el género Nyctibius, hasta que los estudios de Costa y Donatelli (2009) demostraron que la morfología del cráneo difiere tanto de los otros nictibios que debería ser colocada en un género propio.  Costa et al. (2017) nombraron un nuevo género para la especie: Phyllaemulor. El cambio taxonómico fue aprobado en la Propuesta No 927 al Comité de Clasificación de Sudamérica (SACC).